# Peloponnesischer Krieg
Der Peloponnesische Krieg zwischen dem von Athen geführten Attischen Seebund und dem Peloponnesischen Bund unter seiner Führungsmacht Sparta dauerte, unterbrochen von einigen Waffenstillständen, von 431 v. Chr. bis 404 v. Chr. und endete mit dem Sieg der Spartaner. Der Krieg beendete das klassische Zeitalter Athens und der attischen Demokratie und erschütterte die griechische Staatenwelt nachhaltig. Fast alle griechischen Stadtstaaten (Poleis) nahmen an ihm teil, und die Kampfhandlungen umfassten nahezu die gesamte griechischsprachige Welt.
Ebenso bedeutend wie für den Verlauf der Geschichte des antiken Griechenlands war der Krieg aber auch für die Geschichtsschreibung selbst. Denn er war das erste Ereignis, das Gegenstand einer wissenschaftlichen historischen Darstellung wurde: Der griechische Historiker Thukydides lieferte in seiner Geschichte des Peloponnesischen Kriegs eine ausführliche zeitgenössische Darstellung bis zum Winter des Jahres 411 v. Chr., in der er die Ursachen und Hintergründe des Krieges in einer Weise analysierte, die für die europäische Geschichtsschreibung vorbildlich wurde. Sein Geschichtswerk prägt das heutige Wissen über den Verlauf des Peloponnesischen Krieges maßgeblich. Für die Zeit nach 411 v. Chr. setzte später Xenophon mit seinem Werk Hellenika Thukydides’ unvollendete Arbeit fort, ohne aber dessen Niveau zu erreichen.
Die Bezeichnung Peloponnesischer Krieg ist nicht zeitgenössisch, sondern kam erst später auf. Thukydides selbst sprach vom Krieg zwischen den Peloponnesiern und den Athenern.

## Ursachen und Anlass des Krieges

### Ausgangslage und erster Peloponnesischer Krieg
Aegina – Tanagra (457 v. Chr.) – Oinophyta – Zweiter Heiliger Krieg – Koroneia (447 v. Chr.)

Einflussbereich des Attischen Seebundes (gelb) kurz vor Kriegsausbruch 431 v. Chr.

Der Attische Seebund, nach den Perserkriegen 50 Jahre zuvor noch ein freiwilliges Verteidigungsbündnis freier griechischer Städte, war inzwischen zu einem reinen Macht- und Zwangsinstrument Athens geworden und diente nun dem Ausbau und der Sicherung der Hegemonie Athens im Raum des Ägäischen Meers (siehe auch Pentekontaetie). In Athen wurden zudem die sogenannten Langen Mauern gebaut, die die Stadt mit ihrem Hafen Piräus verbanden und so gegen Bedrohungen vom Festland immun machten.
Der Peloponnesische Bund unter Führung Spartas stellte jedoch ein effektives Gegengewicht zu den Bestrebungen Athens dar, den Herrschaftsbereich des Seebundes auszuweiten. Der Konflikt zwischen Athen und Sparta in den Jahren 457–446/445 v. Chr., der sich unter anderem aus dem Übertritt Megaras zu Athen ergab, wird oft als Vorstufe zum Großen Krieg gesehen. Dieser so genannte Erste Peloponnesische Krieg entzündete sich daran, dass Theben, der nördliche Nachbar Athens, ein Bündnis mit Sparta schloss, um Hilfe gegen Phokis zu gewinnen, einen Verbündeten Athens. Als die Spartaner daraufhin nach Böotien marschierten, stellten sich ihnen die Athener entgegen, wurden von den Spartanern aber in der Schlacht von Tanagra 457 v. Chr. geschlagen. Nur zwei Monate später blieben die Athener jedoch in der Schlacht von Oinophyta gegen Theben erfolgreich, womit sie für die nächsten 10 Jahre die Vorherrschaft über Mittelgriechenland erlangten. Da es aber danach innerhalb des attischen Herrschaftsgebietes vermehrt zu Abfallbewegungen kam, musste Athen Böotien wieder die Autonomie zugestehen, und der Krieg endete 445 v. Chr. mit einem Patt, wobei Megara wieder zu Sparta überwechselte. Es schien ein Gleichgewicht erreicht, da in dem auf 30 Jahre geschlossenen Friedensvertrag vereinbart wurde, dass man das jeweilige Bündnissystem achten und bei Konflikten ein Schiedsgericht anrufen werde. Bewusst wurde das Verhältnis zu den „neutralen“ Poleis ausgeklammert, was sich als folgenschwerer Fehler erweisen sollte: Denn in den dreißiger Jahren des 5. Jahrhunderts v. Chr. flackerte am äußersten Rand der griechischen Welt ein Brandherd auf, der eine Entwicklung in Gang setzte, die schließlich zum Krieg führen sollte.

#### Militärische Kräfteverhältnisse
So unterschiedlich wie die naturräumlichen Gegebenheiten der Kriegsparteien waren auch ihre Fähigkeiten zur Kriegsführung. Die von Athen geführte Allianz bestand vor allem aus den ägäischen Inseln sowie Hafenstädten, ihre Stärke war folgerichtig die Seekriegsführung. Der Status von Athen als größte Seemacht hing dabei von seiner starken Flotte ebenso ab wie vom Bestehen des Seebundes. Dies erklärt sich aus der Bauweise der griechischen Trieren sowie der Topografie der Ägäis. Die Trieren hatten eine sehr leichte Bauweise und waren keineswegs hochseetauglich; beim ersten Anzeichen eines Unwetters musste ein Ankerplatz aufgesucht werden. Zum Ankern reichte zwar für die leichten Trieren ein Strand aus, die Küsten der Ägäis sind jedoch mehr von Felsen und Klippen geprägt als von Stränden; geeignete Ankerplätze waren selten und meist besiedelt. Daher war die Verfügung darüber so wichtig für Athen – sowohl für den Handel als auch für den Seekrieg. Bei Kriegsbeginn verfügte Athen nach Thukydides zudem über 13.000 Hopliten – darunter auch Sokrates, der an den Feldzügen nach Potideia, Amphipolis und an der Schlacht bei Delion teilnahm – sowie 16.000 Reservisten.
Die spartanische Allianz hingegen bestand vor allem aus den Städten der Peloponnes und Zentralgriechenlands (mit der Ausnahme der Hafenstadt Korinth), das heißt Landmächten, deren Vorteile auf dem Gebiet des Hoplitenkampfes lagen. Athen hatte gegenüber Sparta einen indirekten militärischen Vorteil, da es durch die Einnahmen aus dem Seebund über große Finanzreserven verfügte.

#### Kulturelle und ideologische Charakteristika der Kriegsparteien
Athen, zu dieser Zeit auf dem Höhepunkt seiner kulturellen Blüte (perikleisches goldenes Zeitalter; Bau des Parthenon, der Propyläen), war eine Demokratie. Spartas Herrschaftsform dagegen war eine Mischverfassung, wobei die Spartaner außenpolitisch aber traditionell Oligarchien bevorzugten. Dieser Gegensatz bestand auch bei den jeweiligen Verbündeten. Wie wichtig dieser ideologische Gegensatz war, zeigt sich in der Tatsache, dass Sparta nach Kriegsende im besiegten Athen sofort eine Oligarchie einführte.
Es gab eine aus heutiger Sicht paradox anmutende Situation: Das demokratische Athen stand für Unterdrückung der nach Unabhängigkeit strebenden Poleis, während Sparta – eine Militärgesellschaft, die die Demokratie ablehnte und einen Großteil der eigenen Bevölkerung, die Heloten, brutal unterdrückte – die Rolle des Verteidigers der Freiheit Griechenlands spielte. Das Attribut „demokratisch“ für Athen wurde noch in der jüngeren Geschichtsschreibung häufig dazu verwendet, das expansive Verhalten Athens zu relativieren. Auch in der populärwissenschaftlichen Geschichtsschreibung und in der Belletristik wird oft ein „gutes“ demokratisches Athen dem „militaristischen“ Sparta gegenübergestellt. Eine solche moralisch orientierte Bewertung der Kriegsparteien, die von der heutigen Bedeutung der Begriffe Demokratie und Militarismus ausgeht, ist in der modernen Geschichtsforschung nicht mehr zu finden.
Insbesondere in der Rede der Korinther bei Thukydides wird ein extremer gesellschaftlicher, politischer und kultureller Gegensatz der beiden Städte beschrieben. Dabei ist zu beachten, dass Thukydides als Verfasser ein Interesse gehabt haben kann, die beiden Konkurrenten als ideale Feinde darstellen zu lassen.

### Weg in den Krieg
Eine Schlüsselrolle in der Entstehungsphase des Konflikts kam dem spartanischen Alliierten Korinth zu, das unabhängig von den großen Bündnissystemen seine Hegemonie im Golf von Ambrakia zu erhalten suchte. Als bei einer Stasis (Bürgerkrieg) in Epidamnos (um 436 v. Chr.) die „demokratische“ Partei Korinth, die Adelspartei hingegen Korinths ehemalige Kolonie Kerkyra (Korfu) um Hilfe bat, entstand zwischen diesen beiden Poleis ein Konflikt um die Vorherrschaft im Ionischen Meer. Nach ersten Niederlagen gegen Kerkyra rüstete Korinth eine derart große Flotte auf, dass Athen um seinen Status als größte Seemacht fürchtete und deshalb im Sommer 433 v. Chr. ein Defensivbündnis (Epimachia) mit Kerkyra einging, das über die zweitgrößte Flotte Griechenlands verfügte. Korinth sah damit jedoch eine Verletzung des Friedens von 446 v. Chr. gegeben und wandte sich schließlich an Sparta.
Infolge eines weiteren Konflikts verhängte Athen (wohl noch im Jahr 433 v. Chr.) per Volksbeschluss (Psephisma) ein Handelsverbot gegen die Polis Megara, mit der Athen seit dem Ende des ersten Peloponnesischen Krieges verfeindet war (megarisches Psephisma; wobei es umstritten ist, ob es ein oder mehrere Beschlüsse waren). Megara, ebenso wie Korinth Mitglied des Peloponnesischen Bundes, setzte nun alles daran, Sparta zum Handeln zu zwingen. Allgemein wird vor allem dieser Beschluss als letztendlich entscheidender Kriegsgrund angesehen, da Sparta unter Zugzwang geriet. Diese Einschätzung wurde schon von Zeitgenossen geteilt, so von Aristophanes, der meinte, Perikles wollte dadurch von inneren Schwierigkeiten ablenken:

„Die Quelle des Unheils war der Skandal um Phidias
daraufhin steckte Perikles, weil er fürchtete, ihn träfe das gleiche Unheil
weil er sich vor eurem Zorn fürchtete, eurem bissigen Charakter
nur um sich abzusichern, unsere Stadt in Brand
warf hinein den kleinen Funken, das megarische Edikt“

Ein dritter Konflikt entwickelte sich in der Stadt Potidaia auf der Chalkidike, einem Mitglied des Attischen Seebundes, das ebenfalls gute Beziehungen zur Mutterstadt Korinth pflegte. Als Athen von Potidaia verlangte, korinthische Beamte auszuweisen und die Seemauern niederzureißen, trat dieses aus dem Seebund aus. Trotz der Unterstützung durch Korinth konnten die Athener Potidaia allerdings schnell einschließen.
Diese Konflikte waren jedoch nur Auslöser und nicht Ursache des Krieges – ein Unterschied, den bereits Thukydides betonte. Den wahren Grund für den Krieg sah er in der Furcht der Spartaner vor der wachsenden Macht Athens. Nach seiner Meinung war der Konflikt letztendlich unvermeidbar – eine Einschätzung, die die moderne Forschung jedoch nur bedingt teilt.
Im Sommer 432 v. Chr. forderten die unzufriedenen peloponnesischen Bundesgenossen Sparta auf, endlich einzugreifen. In Sparta war es vor allem König Archidamos II., der zur Vernunft riet; er konnte sich jedoch nicht durchsetzen. Zunächst wurde aber nur festgestellt, dass Athen den dreißigjährigen Frieden von 446 v. Chr. gebrochen hatte; dem folgte bald darauf die förmliche Kriegserklärung. Die auch weiterhin fortgesetzten Verhandlungen mit Athen brachten jedoch keine Lösung: In Athen war es vor allem Perikles, der es nun auf einen Krieg ankommen ließ; diese These wurde etwa von Karl Julius Beloch in seiner „Griechischen Geschichte“ besonders hervorgehoben, wurde aber auch von Thukydides wenigstens bedingt geteilt.
Letztendlich waren die Risikobereitschaft des Perikles und die spartanische Furcht vor einem Austreten eines oder mehrerer Alliierter aus dem Peloponnesischen Bund (womit Spartas Sicherheitsinteressen tangiert waren, siehe die permanente Helotengefahr) die Hauptgründe für den Krieg. Perikles’ Absicht war es, Sparta zur Akzeptanz des Dualismus und damit des Seebundes zu zwingen; Sparta musste den Interessen seiner Bundesgenossen Rechnung tragen.
Ob die Kriegsschuld für den Ausbruch des Peloponnesischen Kriegs nun bei Athen (wegen der Konfrontationspolitik des Perikles) oder bei Sparta lag (wegen des kalkulierten Risikos eines Krieges, um so Athen zu bezwingen), ist in der Forschung umstritten. Sicher ist, dass aufgrund einer Atmosphäre politischer Verunsicherung, aggressiver Machtpolitik und übersteigerten Prestigedenkens von allen Seiten eine mehr oder weniger große Bereitschaft zum Krieg vorhanden war. Thukydides brachte die Stimmung auf den Punkt:

„Kleinliche Pläne gab es weder hüben noch drüben, alle wollten für den Krieg ihr Bestes geben – begreiflich: Am Anfang packt jeder schärfer zu, und damals war viel Jugend im Peloponnes, viel in Athen, die nicht ungern, da sie ihn nicht kannte, den Krieg aufnahm. Das ganze übrige Hellas war in Spannung bei diesem Waffengang der ersten Städte; […] Mit dem Herzen standen weitaus die meisten Menschen auf seiten der Spartaner, zumal sie auch auftraten als Befreier von Hellas. […] Solchen Haß hatten die meisten auf Athen, die einen im Wunsch, das Joch abzuschütteln, die anderen in Furcht vor der Unterjochung.“

Die eigentlichen Kampfhandlungen begannen jedoch erst mit dem Überfall der mit Sparta verbündeten Thebaner auf Platää im Frühjahr des Jahres 431 v. Chr.

## Kriegsverlauf
Sybota – Potidaia – Spartolos – Stratos – Naupaktos – Plataiai – Olpai – Tanagra – Pylos – Sphakteria – Korinth – Megara – Delion – Amphipolis – Mantineia – Melos – Syrakus – Milet – Syme – Eretria – Kynossema – Abydos – Kyzikos – Ephesos – Chalkedon – Byzanz – Andros – Notion – Mytilene  – Arginusen – Aigospotamoi

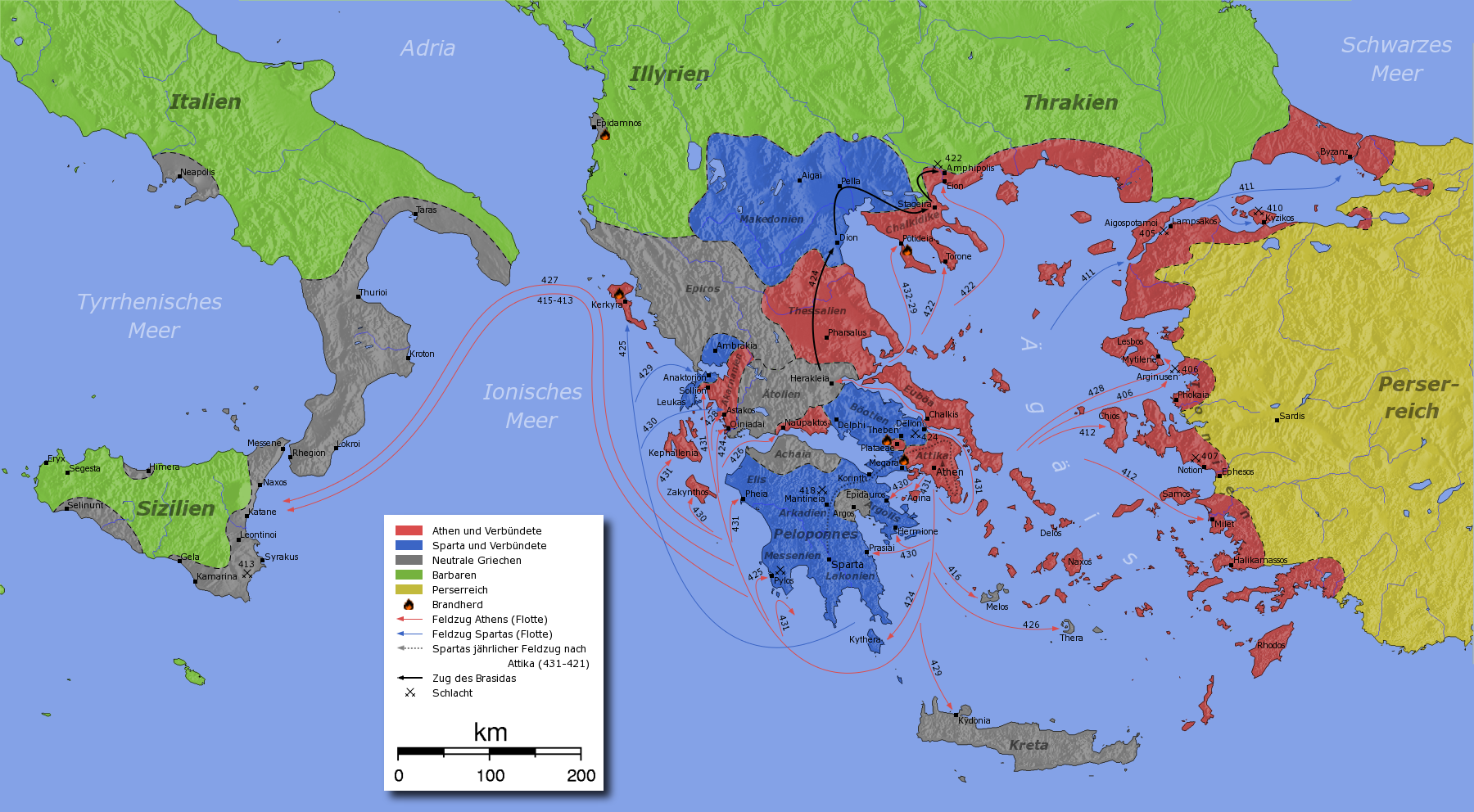
Schlachten und Feldzüge. Die Farbgebung entspricht der Lage bei Ausbruch des Krieges 431 v. Chr., mit Ausnahme Makedoniens, das zunächst neutral war.

Allgemein wird der Peloponnesische Krieg in der modernen Forschung in drei Phasen unterteilt:
1. Der Archidamische Krieg (benannt nach dem spartanischen König und Feldherrn Archidamos II.), der von 431 v. Chr. bis 421 v. Chr. andauerte.
2. Die Zeit des Nikiasfriedens, die von 421 v. Chr. bis etwa 413 v. Chr. andauerte.
3. Der Dekeleisch-Ionische Krieg, da sich die Kampfhandlungen weiter auf Attika ausbreiteten (wo die Spartaner von Dekeleia aus operierten) und auf die Ostküste der Ägäis (Ionien). Diese Phase dauerte von 414/413 v. Chr. bis zur Niederlage Athens 404 v. Chr. an.

### Archidamischer Krieg

#### Erste Jahre
Athen besaß verglichen mit Sparta ein schwaches Landheer, aber eine starke Flotte. Die von Perikles erdachte Strategie war demnach, einerseits sich nicht auf eine Auseinandersetzung zu Lande einzulassen und die Bevölkerung Attikas hinter den Langen Mauern zu schützen, andererseits aber mit der starken Flotte die Küstenstädte der Peloponnes anzugreifen und mit einer Blockierung der Seewege Sparta langsam zu zermürben (bereits im ersten Peloponnesischen Krieg wurde sie in ähnlicher Weise von dem athenischen Strategen Tolmides ausgeführt). Allerdings fanden auch Feldzüge in die Megaris statt, doch hatten diese letztendlich wenig Erfolg: Zwar fiel einer der beiden Häfen Megaras, Nisaia, 424 v. Chr. endlich den Athenern in die Hände, doch ging dieser in den letzten Kriegsjahren wieder verloren.
Sparta dagegen fiel mit seinem starken Landheer in Attika ein und verwüstete das Umland von Athen, mit der Absicht, die Athener so zu einer offenen Feldschlacht zu zwingen. Die Athener ließen sich darauf jedoch wegen der Überlegenheit der spartanischen Phalanx nicht ein. Da es angesichts der starken Befestigung, des damaligen Stands der Belagerungstechnik und der damaligen Grenzen der Logistik unmöglich war, Athen einzunehmen, verfolgte auch Sparta eine Zermürbungsstrategie: Der sommerliche Einfall in Attika wiederholte sich, bis auf die Jahre 429 v. Chr. (aufgrund einer Seuche) und 426 v. Chr. (aufgrund eines Erdbebens), Jahr für Jahr. Die Spartaner verwüsteten das Land und zogen nach einigen Wochen wieder ab. Athen hingegen kostete der Unterhalt der Flotte und die Belagerung Potideias Unsummen, was zu schweren Vorwürfen gegen Perikles führte, der vorübergehend als Strategos abgesetzt wurde.
In Athen brach 430 v. Chr. eine Seuche aus, der etwa ein Viertel der Bevölkerung zum Opfer fiel, darunter im Jahr 429 v. Chr. auch Perikles. Obwohl Thukydides eine genaue Beschreibung der Symptome gibt, konnte die genaue Natur dieser oft als „Pest (von Athen)“ bezeichneten (Attischen) Seuche bzw. ältesten dargestellten Pandemie bis heute nicht sicher geklärt werden.

#### Vom Tod des Perikles bis zur Schlacht von Sphakteria
Der Tod des Perikles brachte eine neue Generation von Politikern ans Ruder: Männer wie Kleon (der Führer der Radikaldemokraten und Befürworter einer aggressiveren Politik) und Nikias (der zu einem Ausgleich mit Sparta riet und die Interessen der Besitzenden vertrat) stammten nicht aus den alten Adelsgeschlechtern und nutzten als Forum noch stärker die Volksversammlung. Dass nun jedoch auch weitere Alimentierungsmaßnahmen von den Radikaldemokraten durchgesetzt wurden, war eine Folge des Umstands, dass der Großteil der Bevölkerung Attikas erstmals längere Zeit an einem Ort versammelt war, eben innerhalb der Befestigungsanlagen Athens. Allerdings sollten diese Versorgungszahlungen an die ärmeren Bevölkerungsschichten die finanziellen Ressourcen Athens in späterer Zeit stark belasten (siehe auch unten: Oligarchischer Umsturz in Athen).
In den folgenden Jahren kam es zu keiner Entscheidung. Den Athenern gelang es jedoch, den korinthischen Golf zu blockieren und somit große Teile der peloponnesischen Flotte lahmzulegen. 428 v. Chr. fiel Mytilene auf Lesbos vom Seebund ab, wurde jedoch bald darauf wieder in das Bündnis gezwungen. 427 v. Chr. kam es schließlich zur so genannten ersten sizilischen Expedition Athens unter Führung des Laches, die jedoch für den Kriegsverlauf keine Bedeutung hatte.
425 v. Chr. schien Athen im Vorteil zu sein: Eine athenische Truppe unter dem Strategen Demosthenes war bei Pylos an der Westküste der Peloponnes gelandet. Eine spartanische Belagerung misslang, wobei im Verlauf der Schlacht von Sphakteria 120 Spartiaten – die Elite Spartas – in Gefangenschaft gerieten. Der Ruhm fiel Kleon zu, der zu einer militärischen Entscheidung gegen die Spartaner bei Pylos gedrängt hatte. Sparta, in Sorge um die gefangenen Spartiaten (die Athener drohten mit der Hinrichtung der Gefangenen, falls die Spartaner ihre Einfälle nach Attika wiederholten), zeigte sich schließlich friedenswillig. Athen jedoch ging darauf nicht ein, vor allem unter dem Einfluss des Kleon. Dieser stellte vielmehr unannehmbare Gebietsforderungen, die Sparta ablehnte.

#### Kriegsgräuel und Thukydides’ Beobachtung über den Verfall der Sitten
Während des Krieges kam es auf Seiten der Athener zu zahlreichen Militäraktionen gegen abtrünnige Verbündete (wie beispielsweise an Mytilene auf Lesbos 427 v. Chr.), auch gegen neutrale Poleis. Thukydides schildert besonders eindringlich die Militäraktion gegen die Insel Melos im Jahr 416 v. Chr. in dem so genannten Melierdialog: Melos, ursprünglich neutral, wird von den Athenern entgegen bestehender Verträge angegriffen und erobert. In dem Melierdialog rechtfertigen die Athener ihr Handeln mit dem „Recht des Stärkeren“. In diesem Zusammenhang muss die Rolle der athenischen Volksversammlung betont werden, die sich – nicht zuletzt unter dem Einfluss von „Demagogen“, welche die Stimmung in der Versammlung teils anheizten – leicht zu brutalen Handlungen hinreißen ließ (siehe attische Demokratie). Auch wurden auf Antrag der Volksversammlung die Abgaben der Bündnisgenossen erhöht und deren Eintreibung effizienter organisiert.
Thukydides, der die Brutalisierung des Krieges besonders herausstreicht, konstatierte insgesamt in diesem Krieg einen Verfall der Sitten, was er exemplarisch am Beispiel Kerkyras festmachte, wo es bald zu einem blutigen Bürgerkrieg kam (stasis). Die Gräueltaten nahmen im Verlauf des Krieges sogar noch zu. Zum Beispiel: Im Sommer 413 v. Chr. überfielen thrakische Söldner im Dienste Athens das Dorf Mykalessos in Böotien und töteten alle, die sie finden konnten – Männer, Frauen und Kinder, wobei die Thraker auch in eine Schule eindrangen und alle dort versammelten Jungen ermordeten.
Allerdings lässt sich generell feststellen, dass während des Krieges von beiden Parteien Gräueltaten begangen wurden; auch auf der Seite Spartas, wie die Belagerung von Plataiai zeigt. Thukydides Aussagen deuten darauf hin, dass auch der in der griechischen Antike geltende Standard an Gewalttätigkeit (der damalige kriegerische Kodex erlaubte mehr als die heute üblichen Standards) in diesem Krieg noch überschritten wurde.

#### Brasidasfeldzug und Ende des Archidamischen Krieges

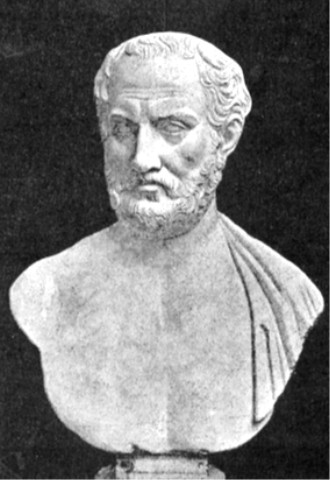
Thukydides war selbst Teilnehmer des Krieges; die Einnahme von Amphipolis durch Brasidas konnte er nicht verhindern und wurde dafür von seinem Amt als Strategos abgesetzt und aus Athen verbannt.

Für Sparta waren aus Sorge um die gefangenen Spartiaten weitere Einfälle in Attika ausgeschlossen. Auch der Aufbau einer eigenen Flotte hatte mehr Rückschläge als Erfolge gebracht. Daher verlegte man sich auf eine neue Strategie: Athen an der Peripherie zu attackieren.
424 v. Chr. begann der talentierte spartanische General Brasidas mit seinen Operationen in Thrakien, wobei er auf seinem Feldzug auch Heloten einsetzte, denen die Freiheit versprochen wurde. Brasidas, der unter dem Motto Freiheit und Autonomie gegen Athens Seebund ins Feld zog (ein auch später immer wieder bewährtes Propagandainstrument), knüpfte Kontakte zu Perdikkas II., dem König von Makedonien, der während des Krieges zwischen Athen und Sparta lavierte, und schloss ein Bündnis mit ihm. Den Spartanern gelang denn auch 424 v. Chr. die Einnahme des wichtigsten athenischen Stützpunktes in dieser Region, Amphipolis. Hinzu kam im selben Jahr eine schwere Niederlage der Athener bei Delion in Böotien, wo sie in offener Feldschlacht den Thebanern unterlagen.
Mit den Operationen des Brasidas wurde der Lebensnerv Athens getroffen, denn durch jene Region verlief die Getreideroute aus der heutigen Ukraine, die Athens Überleben sicherstellte. Außerdem erhielt Athen aus dieser Region Geld und Holz für den Bau seiner Flotte. Der ehrgeizige Kleon hielt jedoch weiter an seinem harten Kurs gegenüber Sparta fest, während sein politischer Gegner Nikias zu einer Verständigung mit Sparta riet. Zwar kam es zu einem vorübergehenden Waffenstillstand, der jedoch nicht eingehalten wurde, so dass die Kämpfe schon bald wieder aufflammten.
Mit dem Tod des Kleon und des Brasidas im Jahre 422 v. Chr. in der Schlacht von Amphipolis, wo die Spartaner einen glänzenden Sieg errangen, der aber durch den Verlust ihres besten Generals getrübt wurde, fielen die beiden Hauptgegner einer Verständigung aus. Somit war der Weg frei für einen Friedensvertrag, den Nikias aushandelte und der auch seinen Namen trug: der Nikiasfrieden.

### Nikiasfrieden – eine trügerische Sicherheit
Der 421 v. Chr. geschlossene so genannte Nikiasfrieden orientierte sich weitgehend am Status quo ante: Sparta sollte seine Gefangenen zurückerhalten und die thrakischen Stützpunkte räumen, wofür Athen im Gegenzug die peloponnesischen Stützpunkte aufgeben sollte, aber einen der beiden Häfen Megaras behalten durfte. Allerdings kam es bald zu Missstimmungen auf beiden Seiten, da nicht alle Vertragspunkte erfüllt wurden. So blieben spartanische Truppen weiterhin in Amphipolis stationiert und dachten gar nicht daran, es den Athenern zu übergeben. Währenddessen räumten die Athener nicht ihren peloponnesischen Stützpunkt Pylos.
Aber auch Spartas Verbündete, vor allem Korinth und Theben, waren unzufrieden: Ihre Interessen waren im Vertrag nicht berücksichtigt worden. Dies führte zu erheblichen Spannungen im Peloponnesischen Bund, woraufhin Sparta, unter Vermittlung des Nikias, ein Bündnis mit Athen schloss, das aber keinen reellen Wert besaß. Denn Argos, selbst eine Demokratie und Spartas Erzrivalin, arbeitete an einem anti-spartanischen Bündnis, wozu es schließlich auch einen Pakt mit Athen einging, wo der ehrgeizige und aus ältestem Adel stammende Alkibiades auf einen neuen Krieg mit Sparta hinarbeitete und die Ausgleichspolitik des Nikias unterminierte. Sparta wiederum bekräftigte daraufhin seine Bande mit Theben und mit Korinth, die sich beide nicht dem argivischen Bündnis anschlossen.
Sparta hatte dadurch die Hände gegenüber Argos frei, während Athen eine Atempause erhielt und sich um seine Probleme in Thrakien kümmern konnte. Argos konnte schließlich keinen Nutzen aus der zeitweiligen Schwäche Spartas ziehen, denn 418 v. Chr. wurden seine Streitkräfte von Spartas Aufgebot in der Schlacht von Mantineia geschlagen, während Athen seine Herrschaft über den Seebund konsolidierte.
Die Unterwerfung der Insel Melos durch Athen mitten im Frieden (416 v. Chr.) und die Bestrafung seiner Bevölkerung (Hinrichtung aller Männer, Versklavung der Frauen und Kinder) waren jedoch ein Verbrechen, das zuerst von dem Sophisten Diagoras von Melos angeprangert und später von Thukydides in seinem berühmten Melierdialog verarbeitet wurde.

### Alkibiades und die Sizilienexpedition
Alkibiades gewann in der Erholungszeit nach den Auseinandersetzungen mit Sparta immer mehr Einfluss auf die Volksversammlung und begeisterte die Athener für einen gefährlichen Plan: den Sizilienfeldzug. Ziel war sowohl das Getreide der Insel als auch die Ausdehnung des athenischen Einflussgebiets. Vorgeschobener Grund war ein Hilferuf aus Segesta, das sich so wie einige andere örtliche Poleis im Konflikt mit Selinunt und Syrakus befand, dem mächtigsten sizilischen Stadtstaat, welcher zugleich eine gemäßigte Demokratie war. Alkibiades setzte gegen die Empfehlungen des Nikias, der zur Vernunft riet und den ganzen Plan für zu gewagt hielt, die Expedition durch. Überschattet wurde das Unternehmen bereits vor dessen Beginn, da es in der Stadt zum so genannten Hermenfrevel kam: Unbekannte hatten die Hermen in der Stadt verstümmelt, was auch als ein Angriff auf die attische Demokratie gedeutet wurde. Alkibiades geriet in Verdacht, daran beteiligt gewesen zu sein. Es wurde zwar vorerst kein Prozess gegen ihn angestrengt, doch der Zwischenfall blieb nicht ohne Folgen, da die Verdächtigungen bestehen blieben.

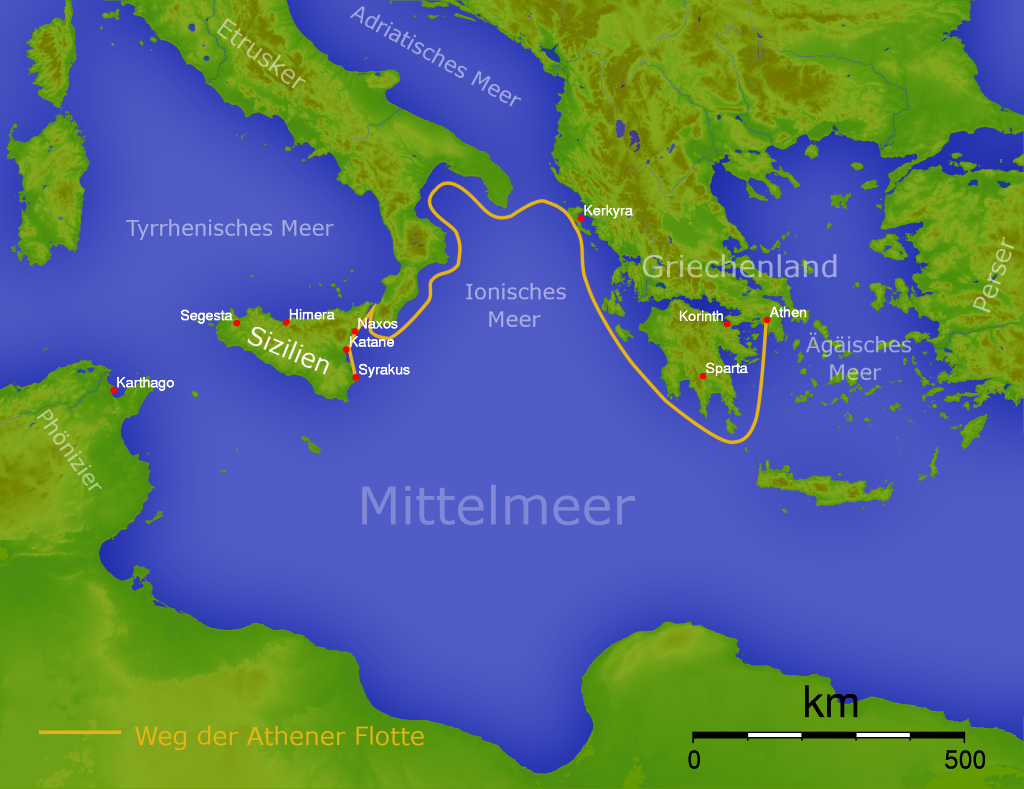
Der Weg der Athener Flotte. Die Trieren waren nicht hochseetauglich, man fuhr daher in Küstennähe

Schließlich zog unter dem Kommando des Alkibiades, des Nikias und des Lamachos eine gewaltige Flotte von 134 Trieren und etwa 5000 Hopliten (die Streitmacht wurde später noch verstärkt) im Jahre 415 v. Chr. nach Sizilien. Die Gesamtstärke der Expedition betrug insgesamt rund 32.000 Mann (6.400 Mann Landungstruppen und über 25.000 Ruderer). Allein das Athener Kontingent (100 Trieren, 1500 Hopliten) war die bei weitem größte Expeditionsflotte, die je eine einzelne Polis ausgerüstet hatte – noch dazu operierte sie fern der Heimat. Alkibiades jedoch wurde noch vor Ankunft des Heeres in Sizilien nach Athen zurückberufen, wo er sich einem Prozess stellen sollte: Angeklagt wurde er wegen des Hermenfrevels und aufgrund der Anschuldigung, einen Religionsfrevel verübt zu haben (er soll die Mysterien von Eleusis verspottet haben). Er lief daraufhin zum Gegner Sparta über.
Die Athener unter Nikias belagerten zunächst Syrakus, konnten die Einschließung aber nicht lückenlos durchführen. Von Seiten Spartas erhielt Syrakus nur geringe Unterstützung, doch sollte sich die Entsendung des Strategen Gylippos im Nachhinein als ein Glücksgriff herausstellen. Nikias musste einige Rückschläge einstecken, wagte aber aus Furcht vor dem Zorn der Volksversammlung nicht den Rückzug und erhielt Ende 414 v. Chr. noch einmal Verstärkung unter dem Kommando des Demosthenes, der sich bereits im archidamischen Krieg hervorgetan hatte. Schließlich gerieten die Athener im Sommer 413 v. Chr. in Gefahr, vollständig abgeschnitten zu werden. Sie waren nun auch ihrer Flotte beraubt, die im Hafen von Syrakus im Gefecht vernichtet worden war. Somit war die Belagerung von Syrakus endgültig gescheitert und die Athener mussten doch noch den Rückzug antreten – viel zu spät, wie sich schon bald herausstellte. Der Großteil der Truppen geriet auf dem Rückzug in Gefangenschaft, in der die meisten von ihnen starben, während Nikias und Demosthenes hingerichtet wurden. Die so genannte sizilische Expedition endete in einer Katastrophe für Athen, das seine Kräfte bei weitem überspannt hatte.

### Dekeleisch-Ionischer Krieg

#### Sparta und Persien verständigen sich

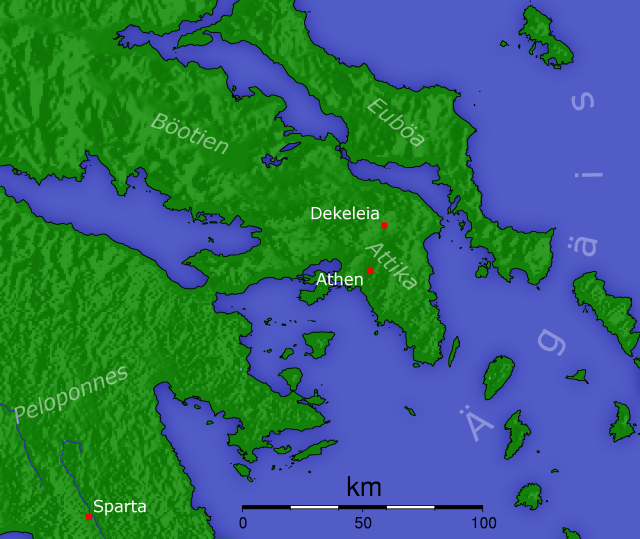
Dekeleia

Von der Katastrophe des Sizilienfeldzugs sollte sich Athen nie wieder wirklich erholen, wenn auch lange offen war, wer den Konflikt für sich entscheiden würde. Sparta erklärte aufgrund athenischer Übergriffe 414 v. Chr. den Nikiasfrieden für gebrochen. Es ging bald darauf in die Offensive und setzte sich 413 v. Chr. auf Rat des Alkibiades im kleinen Ort Dekeleia in Attika fest, von wo aus spartanische Truppen Raubzüge in das attische Territorium unternahmen. Damit befand sich Athen im Zustand einer permanenten Belagerung: Mehrere tausend Sklaven liefen über. Viel gravierender war jedoch, dass die Versorgung Athens von Euböa aus, wo ein Großteil des athenischen Viehs stand, nur noch über den Seeweg möglich war, und Tag und Nacht die Mauern besetzt sein mussten, was zusätzliche Kräfte band und psychisch belastend wirkte.
Zudem hatte Athen 414 v. Chr. in Kleinasien einen lokalen Rebellen unterstützt, so dass es sich auch mit dem Perserreich überwarf, was schwerwiegende Folgen haben sollte, denn Persien nahm nun Kontakt zu Sparta auf. In Verhandlungen mit dem persischen Satrapen in Sardes, Tissaphernes, wurden insgesamt drei Vertragsentwürfe ausgehandelt. 412 v. Chr. verpflichtete sich Sparta schließlich, Kleinasien an Persien abzutreten, wofür es im Gegenzug regelmäßige, aber keineswegs besonders umfangreiche Geldzahlungen erhielt.
Diese für Athen prekäre Situation nutzten mehrere Mitglieder des Seebundes und fielen 412 v. Chr. und in den folgenden Jahren von Athen ab, während die spartanische Flotte, gebaut mit persischem Gold, recht erfolgreich in der Ägäis operierte, wobei es aber nicht gelang, die athenische Flotte zu schlagen. Allerdings betrieb Tissaphernes auch nach Abschluss des Vertrags mit Sparta eine wankelmütige Politik, um so den Zermürbungskrieg zwischen Athen und Sparta zum Vorteil Persiens in die Länge zu ziehen, wozu er angeblich von Alkibiades ermutigt worden war, der schon längst nicht mehr in der Gunst Spartas stand (angeblich hatte er die Frau von König Agis II. verführt).

#### Oligarchischer Umsturz in Athen
In Athen war währenddessen die Atmosphäre stark angespannt. Militärisch war die Lage ernst, standen doch nun spartanische Truppen sogar in Kleinasien, und auch in finanzieller Hinsicht ergaben sich Probleme. Man war sogar an die letzten Finanzreserven herangegangen, die man bei Kriegsausbruch zurückgelegt hatte. Diese Situation bereitete den Boden für den oligarchischen Verfassungsumsturz des Jahres 411 v. Chr. Bei der von Samos aus operierenden Flotte hatten sich mehrere oligarchisch gesinnte Kommandeure zusammengeschlossen. Sie hatten genug von der Politik ihrer Heimatstadt, die zur sizilischen Expedition und dem damit verbundenen Aderlass geführt hatte. In ihren Bestrebungen wurden sie von Alkibiades ermutigt, der mit der spartanischen Flotte in der Ägäis operierte. Aufgrund seiner gefährdeten Position plante er wieder einen Seitenwechsel und machte die Verschwörer glauben, dass, wenn in Athen eine Oligarchie an der Macht wäre, auch das Perserreich zu einem Ausgleich bereit sei und er, Alkibiades, wieder nach Athen würde kommen können.
Die Verschwörer gingen systematisch vor und knüpften Kontakt zu den oligarchisch gesinnten athenischen Hetairien (lockeren Verbindungen von Adligen). Einer der Wortführer der Oligarchen, Peisandros, erklärte vor der Volksversammlung, dass die Verfassung, so wie sie nun bestehe, nicht den Erfordernissen des Krieges Rechnung trage. In einer von den Hetairien geschaffenen Atmosphäre von Angst und Verunsicherung stimmte die Versammlung der Bildung eines Komitees zu, das eine neue Verfassung erarbeiten sollte.
So entmachteten die Oligarchen im Frühjahr 411 v. Chr. die Volksversammlung und erreichten schließlich die Einsetzung eines Rates der 400, der eine neue Verfassung vorbereiten sollte, wobei aber nur noch 5000 Hopliten in der Volksversammlung stimmberechtigt sein und die regelmäßigen Zahlungen an die freie Bevölkerung eingestellt werden sollten. Die Versammlung der 5000 trat erst gar nicht zusammen, und der Rat der 400 übte alle Macht aus (Mai/Juni 411 v. Chr.). Doch weder gelang ein Übereinkommen mit Persien (die Oligarchen sahen sich dabei von Alkibiades’ Versprechen getäuscht) noch wurde ein Frieden mit Sparta geschlossen, wo man gar nicht daran dachte, in dieser günstigen Lage einzulenken.
Dank der weiterhin demokratisch gesinnten Flotte, bei deren Rudermannschaften die Oligarchen keine Unterstützung fanden, konnte der Umsturz bald wieder rückgängig gemacht werden, zumal bei den Oligarchen Männer wie Theramenes in eine eher gemäßigte Richtung tendierten. Bereits nach wenigen Monaten wurde der Rat der 400 entmachtet, und es trat eine Versammlung der 5000 zusammen, bevor Mitte 410 v. Chr. die Demokratie wieder eingerichtet wurde, samt den Maßnahmen zur Alimentierung der Bevölkerung. Alkibiades war schon vorher zu den Demokraten übergewechselt und hatte sich zum Führer der demokratischen Gegenbewegung auf Samos gemacht, nachdem die Oligarchen ihn aufgrund des nicht zustande gekommenen Ausgleichs mit Persien außen vor gelassen hatten.

#### Lysander und Ende des Krieges
Nach der Rückkehr des Alkibiades folgte eine Reihe athenischer Siege, so bei Kyzikos 410 v. Chr., wonach Sparta noch einmal zum Frieden bereit war, was in Athen aber von den radikalen Demokraten unter Führung des Kleophon abgewiesen wurde. Alkibiades konnte mehrere abgefallene Städte zurück in den Seebund zwingen, so beispielsweise das strategisch wichtige Byzantion, und mit dem Satrapen von Phrygien, Pharnabazos (einem Konkurrenten des Tissaphernes), sogar einen Waffenstillstand abschließen. Alkibiades hielt daraufhin im Sommer 408 v. Chr. einen triumphalen Einzug in Athen und wurde zum Strategos gewählt. Obendrein erhielt er, der einst Athen verraten hatte und zum Feind übergelaufen war, den uneingeschränkten Oberbefehl über die Land- und Seestreitkräfte.
407 v. Chr. war der erfahrene spartanische General Lysander nach Kleinasien gegangen und hatte dort Kontakt zum persischen Prinzen Kyros dem Jüngeren aufgenommen, der nun in Kleinasien als eine Art Oberkommandierender fungierte. Kyros zeigte sich von Lysander tief beeindruckt. Persien beendete seine Schaukelpolitik endgültig, und Sparta erhielt nun wesentlich mehr Unterstützung durch Persien. In dieser letzten Phase des Dekeleisch-Ionischen Kriegs verlor Athen zunächst gegen die Spartaner unter Lysander die Schlacht von Notion 407 v. Chr., was schließlich zur Abberufung des Alkibiades führte, obwohl dieser selbst nicht anwesend gewesen war, doch traute man ihm offensichtlich nicht mehr.
Lysander musste sein Kommando allerdings bald schon turnusmäßig abgeben, und der neue spartanische Flottenkommandeur Kallikratidas verstand sich weit weniger gut mit Kyros. Dennoch gelang es den Spartanern, die athenische Flotte bei Lesbos einzukesseln. Athen bot noch einmal alle Kräfte auf und entsandte eine Entsatzflotte, die die Spartaner bei den Arginusen (einer Inselgruppe in der Ägäis) im Jahre 406 v. Chr. zur Schlacht zwang. Es war die größte Seeschlacht, die sich die Griechen jemals gegeneinander geliefert hatten, und sie endete mit einem überwältigenden Sieg für Athen. Allerdings kam es aufgrund der unterlassenen Rettung von athenischen Seeleuten zum berüchtigten Arginusenprozess, der mit der Hinrichtung mehrerer athenischer Strategen endete, womit Athen sich selbst erfahrener Militärs beraubte.
Die Niederlage bei Aigospotamoi (in der die Spartaner wieder von Lysander kommandiert wurden) im Jahre 405 v. Chr. – eigentlich mehr ein Handstreich als eine Schlacht – besiegelte dann das Schicksal Athens, das nun über keine intakte Flotte mehr verfügte, während die Spartaner unter Lysander das Meer beherrschten. In der Stadt breitete sich Panik aus: Man befürchtete, dass man nun mit ihnen so umgehen würde, wie sie selbst in der Vergangenheit mit besiegten Gegnern verfahren waren. Nur Samos hielt noch zu den Athenern, alle anderen Alliierten waren längst abgefallen oder unterwarfen sich nun den Spartanern. Lysander beorderte Einheiten nach Samos (deren Bürger nun das attische Bürgerrecht erhielten und so den Bürgern Athens gleichgestellt wurden, eine zuvor undenkbare Maßnahme), der Rest der Flotte setzte Kurs auf Piräus, während zwei spartanische Heere sich vor Athen vereinigten. Die Stadt, die durch den Zustrom an Flüchtlingen überquoll, wurde eingekesselt und musste schließlich ausgehungert im Frühjahr des Jahres 404 v. Chr. kapitulieren.

## Folgen des Krieges
Der Krieg, der mit einer bis dahin beispiellosen Brutalität geführt wurde und geprägt war von einer engen Verzahnung von Außen- und Innenpolitik, hatte die Macht Athens gebrochen. Mit dem Ende des langen Konflikts waren aber auch viele Hoffnungen verbunden, vor allem die auf Frieden und Freiheit, was in Xenophons Schilderung der Kapitulation Athens deutlich wird:

„Nach der Annahme der Friedensbedingungen fuhr Lysander in den Peiraios ein, die Verbannten kehrten zurück, und man begann mit Freude, die Mauern unter der Begleitmusik von Flötenspielerinnen einzureißen, da man glaubte, dass mit jenem Tag der Anfang der Freiheit für Hellas begonnen habe.“

Die Langen Mauern wurden niedergerissen, der Seebund aufgelöst, die Flotte musste bis auf zwölf Schiffe ausgeliefert werden, und es wurde mit der Herrschaft der Dreißig eine pro-spartanische Oligarchie in Athen an die Macht gebracht, die jedoch 403 v. Chr. beseitigt wurde. In der Ägäis wurden pro-spartanische Regime, so genannte Dekarchien (da es sich um Zehnerkommissionen handelte), installiert und spartanische Garnisonen eingerichtet. Athen wurde jedoch nicht zerstört, wie von Korinth und Theben gewünscht. Sparta wollte kein Machtvakuum entstehen lassen, zumal es selbst große Schwierigkeiten hatte: Man war mit dem Ruf nach Freiheit und Selbstbestimmung gegen Athen zu Felde gezogen, hatte Persien aber im Gegenzug für dessen Hilfe die Abtretung der kleinasiatischen Küste zugesichert. Dies kam nicht mehr in Frage, so dass Sparta nun gegen das Perserreich Krieg führen musste. Das Perserreich hatte durch die Ausschaltung bzw. Schwächung der beiden stärksten Poleis am meisten vom Krieg profitiert – eine Entwicklung, die schließlich zum Königsfrieden im Jahre 386 v. Chr. führte.
Das goldene Zeitalter des klassischen Griechenlands wurde durch diesen antiken Weltkrieg, der von Sizilien bis nach Kleinasien getobt hatte und in dem jede größere Macht der Region beteiligt gewesen war, beendet. Der Krieg war ein Wendepunkt für die Geschichte der griechischen Poliswelt, deren ohnehin labiles politisches Gleichgewicht nun endgültig aufgehoben wurde. Athen konnte zwar im 4. Jahrhundert v. Chr. die Restauration des Seebunds erreichen, doch blieb dieser weit hinter dem ersten Seebund zurück.
Aber auch die spartanische Hegemonie sollte nur wenige Jahrzehnte Bestand haben, da Spartas politisches, gesellschaftliches und wirtschaftliches System keine ausreichende Grundlage hatte, um einerseits die immensen materiellen und personellen Verluste aus dem jahrzehntelangen Krieg effektiv auszugleichen und andererseits die neuen Verbündeten/Vasallen effektiv zu kontrollieren. Die von jeher relativ kleine Bevölkerungsschicht der spartanischen Freien, die immer die Elite und das Rückgrat des spartanischen Staatswesens gebildet hatten, war durch den Krieg entscheidend geschwächt worden. Zunehmend mussten (bereits während des Krieges) unfreie Hilfstruppen die spartanischen Truppen unterstützen, was zu einer verstärkten Abhängigkeit der Spartaner von den unterjochten Heloten führte. Letztlich entzog die militärische Niederlage gegen die Thebaner in der Schlacht bei Leuktra 371 v. Chr. dem spartanischen Staat die Existenzgrundlage; Theben siegte auch 362 v. Chr. in der zweiten Schlacht von Mantineia und begründete so eine kurzfristige Hegemonialstellung. Die griechische Staatenwelt gelangte jedoch zu keinem modus vivendi. Versuche, einen dauerhaften, allgemeinen Frieden (koiné eiréne) auf der Basis von Autonomie und Gleichberechtigung zu erreichen, führten nur zu kurzfristigen Atempausen. Die griechische Poliswelt fand so im 4. Jahrhundert v. Chr. keinen Ausweg aus dem permanenten Kriegszustand. Am Ende dieser Entwicklung stand Griechenland unter der Hegemonie des ehrgeizigen Königs Philipp II. von Makedonien.